# Clay City Township (Illinois)
Pour les articles homonymes, voir Clay City (homonymie).
Clay City Township est un township du comté de Clay dans l'Illinois, aux États-Unis,. 

## Source de la traduction
- (en) Cet article est partiellement ou en totalité issu de l’article de Wikipédia en anglais intitulé « Clay City Township, Clay County, Illinois » (voir la liste des auteurs).